# Ilharre
Ilharre település Franciaországban, Pyrénées-Atlantiques megyében. Lakosainak száma 150 fő (2022. január 1.). Ilharre Abitain, Arbouet-Sussaute, Bergouey-Viellenave, Gabat, Labastide-Villefranche és Labets-Biscay községekkel határos.

## Népesség
A település népességének változása:
| Lakosok száma | 148  | 149  | 157  | 152  | 149  | 145  | 147  | 147  | 150  |
|               | 2013 | 2015 | 2016 | 2017 | 2018 | 2019 | 2020 | 2021 | 2022 |